# Новая Дуброва (Тверская область)
Новая Дуброва — опустевшая деревня в Молоковском районе Тверской области.

## География
Находится в восточной части Тверской области на расстоянии приблизительно 10 км по прямой на север-северо-восток от районного центра поселка Молоково.

## История
Деревня была отмечена еще на карте 1825 года. В 1859 году здесь (деревня ДубровкаВесьегонского уезда Тверской губернии) было учтено 5 дворов. До 2015 года входила в Делединское сельское поселение, с 2015 по 2021 год в состав Молоковского сельского поселения до его упразднения.

## Население
Численность населения: 37 человек (1859 год), 0 как в 2002 году, так и в 2010.